# کارت هوشمند
کارت هوشمند که با نام‌های کارت تراشه‌دار یا کارت با مدار مجتمع هم شناخته می‌شود کارتی‌ست که بر روی آن مدار مجتمع نصب شده است. از این گونه کارت می‌توان به‌جای کارت اعتباری و کارت پول در سامانه‌های امنیتی رایانه‌ای، سامانه‌های تشخیص هویت و بسیاری موارد دیگر استفاده کرد.
کارت هوشمند شبیه به یک رایانه ساده و کوچک است که می‌تواند از طریق دستگاه کارت‌خوان و اتصال طلایی خود، ارتباط برقرار کرده و امکان دسترسی به اطلاعات درون حافظه آن فراهم آید.
فناوری کارت هوشمند به عنوان یکی از دستاوردهای نوین بشری، تحولی شگفت در حوزه سامانه‌های کاربردهای روزمره انسان‌ها ایجاد کرده است. دو زمینه مهم ۱) امنیت (به انگلیسی: Security) و ۲) همراه بودن (به انگلیسی: Mobility) از ویژگی‌های منحصربه‌فرد این فناوری است.
امروزه کاربردهای این فناوری در جهان در بیشتر زمینه‌ها قابل مشاهده بوده این روند رو به رشد است. بانک‌ها، مراکز مخابراتی، سازمان‌های دولتی، مراکز بهداشتی، مراکز ارائه خدمات، مراکز آموزشی، مراکز تفریحی و غیره از دستاوردهای کاربردی این فناوری بهره می‌گیرند.

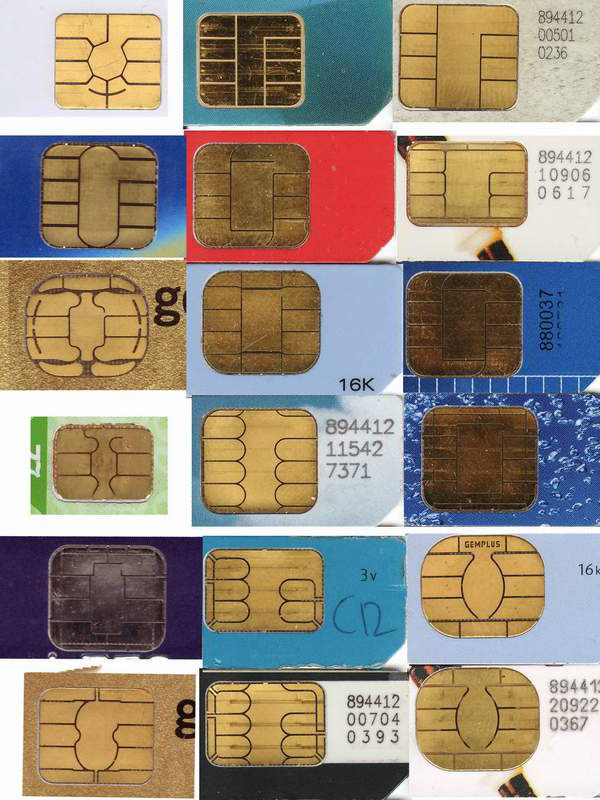
انواع کارت هوشمند تماسی با سطح تماس متفاوت

## تاریخچه
گسترش کارت‌های پلاستیکی در اوایل دهه ۱۹۵۰ (میلادی) آغاز شد. هزینه پایین این کارت‌ها که از جنس پلی وینیل کلراید (PVC) بودند باعث شد تا به سرعت جای کارت‌های کاغذی که تحمل تنش‌های فیزیکی و تغییرات آب و هوا را ندارند را بگیرند. نخستین کارت پرداخت در سال ۱۹۵۰ توسط Diners Club به صورت محدود برای اعضای ویژه ساخته شد تا به جای پول نقد از آن استفاده نمایند. در ادامه رستوران‌ها و هتل‌ها اقدام به به‌کارگیری این گونه کارت‌ها کردند به خاطر همین در آن دوره از آنها به عنوان کارت سفر و سرگرمی یاد می‌شد.

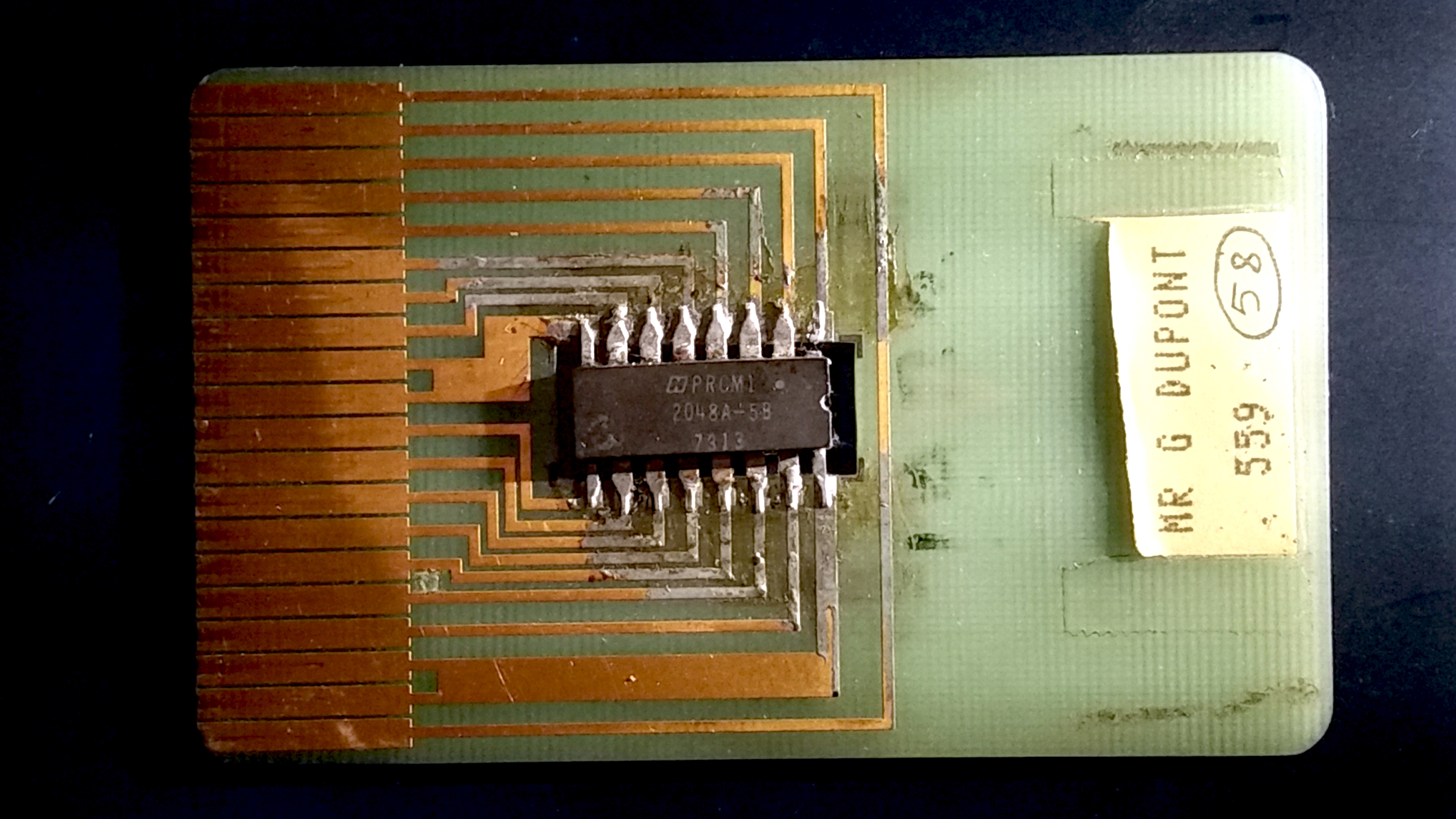
یکی از نخستین کارت‌های هوشمند ساخته شده، حدود سال ۱۹۷۵ (میلادی) توسط رولاندو مونرو مدار مجتمع این کارت، کوچک نشده است.

ورود شرکت‌هایی همچون ویزا کارت و مسترکارت باعث گسترش هرچه بیشتر پول در قالب کارت‌های اعتباری شد. نخست، کاربرد این کارت‌ها بسیار ساده بود. از آنها به عنوان رسانه‌ای مقاوم در برابر نفوذ برای ذخیره‌سازی داده استفاده می‌شد. در کارت‌های نسل نخست اعتبار سنجی آنها از طریق ویژگی‌های ظاهری امکان‌پذیر بود.
نخستین پیشرفت در این کارت‌ها با اضافه نمودن نوار مغناطیسی ذخیره داده به آنها که امکان ذخیره‌سازی اطلاعات را می‌داد پدید آمد. در سال ۱۹۷۰ و با پیشرفت چشمگیر در ریزپردازنده‌ها و ترکیب آنها با حافظه‌های غیرفعال این امکان به وجود آمد تا از آنها در کارت‌های هوشمند استفاده شود.
سرانجام در سال ۱۹۸۴ شرکت مخابراتی پست، تلگراف و تلفن فرانسه با موفقیت نخستین کارت تلفن را عرضه کرد تا در عمل نیز این گونه کارت کارایی خود را به اثبات برساند.

## انواع
- کارت‌های حافظه تماسی (Contact Memory Card)[۱۴]
- کارت‌های دارای پردازشگر (Contact CPU Card)
- کارت‌های حافظه بدون تماس (Contact-less Memory Card)[۱۵]
- کارت‌های دارای پردازشگر با رابط دوگانه (Dual Interface CPU Card)[۱۶]

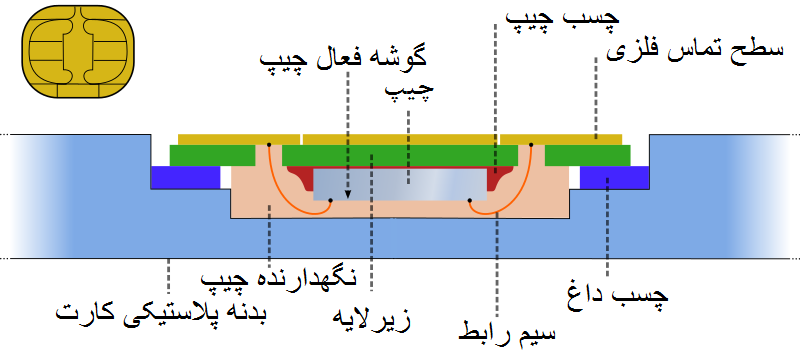
بخش‌های کارت هوشمند

## کاربردها
- پرداخت الکترونیکی: از جمله کاربردهای کارت هوشمند استفاده در خدمات بانکی و پرداخت‌های الکترونیکی است که استانداردهای رایج EMV (Europay, MasterCard, VISA) در این زمینه مورد استفاده قرار می‌گیرند.[۱۷]
- امنیت: به‌کارگیری کارت هوشمند به عنوان ابزار رمزنگاری، مدیریت گذرواژه، شناسایی کاربران و دیگر ابزارهای مرتبط از جمله زمینه‌هایی هستند که کارت هوشمند در آنها کارایی دارد.
- سلامت الکترونیکی: صنعت سلامت الکترونیکی، پرونده سلامت الکترونیکی، سازمان‌ها مرتبط با حوزه خدمات بهداشتی و درمانی از کارت هوشمند به عنوان رسانه‌ای ایمن جهت مدیریت تعاملات و تراکنش‌های خود استفاده می‌نمایند.[۱۸]
- مدیریت مشتری و وفاداری: کارت هوشمند به عنوان ابزار شناسایی مشتری و همچنین رسانه ارائه خدمات ارزش افزوده در جلب و حفظ مشتریان یک سرویس یا محصول تجاری بسیار پرکاربرد است.
- رفت و آمد: به‌کارگیری کارت هوشمند در حوزه مدیریت رفت و آمد، پرداخت عوارض جاده‌ای، پرداخت پارکومتر، بلیط وسایل ترابری عمومی و غیره، به عنوان یک ابزار فعال‌سازی، مورد استفاده قرار می‌گیرد.

اتصالات کارت هوشمند. VCC: منبع تغذیه. RST (Reset): تنظیم دوباره سیگنال ارتباطی کارت. CLK (Clock Signal): برای انتقال داده‌های زمانبندی شده. GND (Ground): اتصال زمین (ولتاژ مرجع). VPP: برای دو حالت ISO/IEC 7816-3:1997 مخصوص ولتاژ برنامه‌نویسی (ورودی ولتاژ بالا برای برنامه‌نویسی حافظه بلند مدت) و ISO/IEC 7816-3:2006 برای استفاده اختصاصی یا استاندارد (SPU, standard or proprietary use). I/O: سریال ورودی و خروجی. C4 و C8: به ترتیب AUX1 و AUX2 که برای ارتباط از طریق رابط USB یا دیگر وسایل به کار می‌روند.

## گونه‌ها

### تماسی
کارت‌های هوشمند (به انگلیسی: Smart Cards) از نظر اندازه و شکل ظاهری، شبیه به کارت‌های مغناطیسی معمولی هستند؛ اما درون این کارت‌ها کاملاً با کارت‌های معمولی متفاوت است. کارت‌های مغناطیسی معمولی یک تکه پلاستیک ساده با یک نوار مغناطیسی هستند. درحالی‌که کارت‌های هوشمند درون خود یک ریزپردازنده دارند. این ریزپردازنده چون بیش از اندازه کوچک است با فناوری خاصی کِشت می‌شود (تبدیل یک ترانزیستور به اندازه یک نخود به سایزی معادل کوچک‌تر از نوک سوزن). ریزپردازنده معمولاً در زیر یک اتصال طلایی در یک طرف کارت قرار دارد. این ریزپردازنده در کارت‌های هوشمند در حقیقت جایگزین نوار مغناطیسی در کارت‌های معمولی شده است. اطلاعات ضبط شده بر روی نوار مغناطیسی کارت‌های معمولی به راحتی قابل خواندن، نوشتن، حذف یا تغییر هستند. به همین علت نوار مغناطیسی محل خوبی برای نگهداری اطلاعات نیست. به همین دلیل هم برای به‌کارگیری چنین کارت‌هایی و تأیید درستی و دریافت و پردازش اطلاعات، به طراحی شبکه‌های رایانه‌ای گسترده، نیاز هست. کارت هوشمند بدون نیاز به چنین امکاناتی به دلیل امنیت خود می‌تواند اطلاعات را در خود ذخیره کرده و در صورت لزوم در محل‌های مختلف از این اطلاعات بدون نیاز به اتصال به شبکه استفاده کند.
ریزپردازنده در کارت هوشمند برای امنیت مورد استفاده قرار می‌گیرد. در واقع کارت هوشمند یک رایانه کوچک است که با رایانه‌ای که به دستگاه کارت‌خوان متصل است ارتباط برقرار می‌کند. تا ریزپردازنده کارت، از معتبر بودن دسترسی به کارت مطمئن نشود، به کارت‌خوان اجازه دسترسی نمی‌دهد. پس از صدور مجوز دسترسی، کارت‌خوان می‌تواند همانند یک دیسک با کارت که دارای حافظه (Ram) است کار کند؛ اطلاعات را خوانده، پردازش و تغییر دهید. کارت‌های هوشمند می‌توانند تا ۸ کیلوبایت Ram (حافظه با دسترسی تصادفی برای خواندن و نوشتن اطلاعات)، ۳۶۴ کیلوبایت ROM (حافظه تنها خواندنی)، ۲۵۶ کیلوبایت PROM (حافظه تنها خواندنی قابل برنامه‌ریزی) و یک ریزپردازنده ۱۶ بیت داشته باشند. کارت هوشمند همچنین برای نقل و انتقال اطلاعات از یک درگاه سریال و برای تأمین انرژی خود از یک منبع بیرونی (مثلاً دستگاه کارت‌خوان) استفاده می‌کند. ریزپردازنده برای انجام یک مجموعه عملیات محدود همانند رمزنگاری مورد استفاده قرار می‌گیرد.

### بی‌تماس
نسل جدید کارت‌های هوشمند، کارت‌های هوشمند بدون تماس (به انگلیسی: Contactless) هستند. این کارت‌ها بدون تماس و با فناوری سامانه بازشناسی با امواج رادیویی کار می‌کنند. این کارت‌ها در مواقعی که نیاز به برقراری ارتباط سریع و حتی بدون دخالت دست وجود دارد، کاربرد بسیاری دارند. برای نمونه برای ورود یک فرد به اتاق، کارت ممکن است در جیب یا کیف شخص باشد و از همان محل و بدون نیاز به خارج کردن با دستگاه کارت‌خوان ارتباط برقرار کرده و مجاز بودن ورود بررسی شده و در باز شود. برای برقراری ارتباط در این کارت‌ها، آنتن مخصوصی بین تراشه‌های کارت قرار داده شده است که در فاصله‌های تا حدود ۵۰ سانتیمتر، می‌تواند ارتباط ایجاد کند. همچنین در بسیاری از سامانه‌های رفت و آمد عمومی در جهان به دلیل شمار زیاد مسافران و به خاطر سریع‌تر شدن کنترل بلیط از این گونه کارت‌ها استفاده می‌شود.
از آنجایی که این کارت‌ها دارای یک ریزپردازنده هستند و این ریزپردازنده به دسترسی به حافظه کارت نظارت می‌کند، می‌توان به امنیت اطلاعات درون کارت اطمینان داشت و اطلاعات مهم را در آن ذخیره کرد. این کارت‌ها که در سال ۱۹۷۰ (میلادی) عرضه شدند مشکل امنیت را که در دسترسی به کارت‌های معمولی مغناطیسی وجود داشت، برطرف کردند؛ اما این گونه کارت‌های هوشمند هم همانند کارت‌های معمولی مغناطیسی نیاز به قرار گرفتن در دستگاه برای خوانده شدن اطلاعات دارند.

## دوری
از نظر دوری مجاز برای برقراری ارتباط چند گونه کارت هوشمند وجود دارد. در دو گونه استاندارد آنها (گونه A و B) بیشینه دوری مجاز برای برقراری ارتباط ۱۰ سانتی‌متر است. این دوری به این دلیل است که سامانه (مانند کم کردن پول از کارت مترو) به صورت ناخواسته (مانند گذشتن از کنار ورودی مترو) عمل نکند. همچنین در یک گونه دیگر، بیشینه دوری مجاز برای برقراری ارتباط ۵۰ سانتی‌متر در نظر گرفته شده است.

## تأیید هویت شخصی (PIV)
تأیید هویت شخصی (PIV) یک فرایند استاندارد برای احراز هویت و تحقیق پیشینه است که مطابق با دستور اجرایی امنیت شماره ۱۲ (HSPD-12) مورد نیاز است. کارت PIV یک کارت هوشمند است که حاوی داده‌های ضروری برای دسترسی دارنده کارت به سیستم‌های اطلاعاتی بوده و تضمین‌کننده سطوح امنیتی مناسب برای تمام برنامه‌های فدرال قابل‌اجرا می‌باشد.
معیارهای کارت‌های PIV توسط استاندارد پردازش اطلاعات فدرال FIPS ۲۰۱ تعیین شده است که به‌طور رسمی به نام «تأیید هویت شخصی کارمندان و پیمانکاران فدرال» شناخته می‌شود.
FIPS ۲۰۱، که قصد دارد یک سند زنده باشد، رابط و اجزای داده‌ای کارت PIV، الزامات فنی برای جمع‌آوری و قالب‌بندی داده‌های زیست‌سنجی در کارت هوشمند و الگوریتم‌ها و اندازه‌های کلیدهای رمزنگاری قابل‌قبول را مشخص می‌کند.

## انواع تراشه‌های کارت هوشمند
تراشه‌های کارت هوشمند را می‌توان به سه دسته تقسیم کرد:
- تراشه حافظه: از طریق تعدادی کلیدهای امنیتی ساده اطلاعات بر روی کارت خوانده یا نوشته می‌شوند. این تراشه نسبت به تراشه هوشمند ساختار ساده‌تری دارد. از کارت با تراشه حافظه برای چاپ کارت کنترل تردد استفاده می‌شود.[۳۰]
- تراشه میکروپرسسور: این تراشه امکان محاسبه و پردازش اطلاعات را دارد. ساختار این تراشه‌ها نسبت به تراشه حافظه پیچیده‌تر است و دارای واحد پردازش مرکزی می‌باشد. از این کارت‌ها برای کارت شناسایی هوشمند استفاده می‌شود.
- تراشه هوشمند: این تراشه مانند یک کامپیوتر کوچک قابلیت پردازش اطلاعات ذخیره شده را داشته و می‌تواند اطلاعات را دریافت، پردازش و با رعایت المان‌های امنیتی آن را به قسمت دیگری منتقل کند. مدار مجتمع پیچیده‌ای شامل پردازشگر، حافظه، منبع تغذیه، حافظه خواندنی و نوشتنی و… می‌باشد.